# Alexandřina země
Alexandřina země (rusky Земля Александры, anglicky Alexandra Land) je nejzápadnější ostrov v souostroví Země Františka Josefa v Severním ledovém oceánu. Ostrov byl pojmenován na počest Alexandry Dánské, která se sňatkem stala britskou princeznou a později královnou.
S rozlohou 1 130 km² je čtvrtým největším ostrovem souostroví. Od sousední Jiřího země je na východě oddělen Cambridgeským průlivem. Nejvyšší bod na ostrově dosahuje nadmořské výšky 382 metrů. Mys Mary Harmsworhové na západním pobřeží je nejzápadnějším bodem Země Františka Josefa. Mys byl pojmenován po Marry Harmsworhové, manželce Alfreda Harmswortha, který byl hlavním sponzorem polární expedice F. G. Jacksona. Další dva mysy, které vybíhají z jižního pobřeží k jihozápadu, se jmenují Lofley a Ludlow. Větší část ostrova je zaledněná. Větší ledovec v západní části ostrova se jmenuje Lunnyův ledový příkrov.
V roce 1914 dosáhl pobřeží Alexandřiny země ruský kormidelník Valerian Albanov z arktické expedice Georgije Brusilova a pokračoval odtud k Northbrookovu ostrovu, ze kterého byl spolu s jediným dalším přeživším námořníkem zachráněn expedicí Georgije Sedova.
Během druhé světové války v roce 1942 vybudovalo Německo na ostrově tajnou meteorologickou stanici Schatzgräber (Hledač pokladů). V roce 1944 však velká část posádky zemřela na následky trichinelózy z pojídání syrového medvědího masa, zbytek mužstva byl z ostrova odvezen válečnou ponorkou U-Boot a projekt byl ukončen. V roce 2016 tajnou základnu ruští vědci znovuobjevili.
V severní nezaledněné části ostrova se na místě bývalé meteorologické stanice nachází ruská vojenská letecká základna Nagurskoje. Byla pojmenována po polském průkopníku letectví Janu Nagórskim a patřila mezi nejvýznamnější meteorologické stanice během studené války. Přistávací sněhová dráha je dlouhá 1 500 m. V roce 1996 zde došlo k havárii při přistávání letadla Antonov An-72.
Na ostrově se běžně vyskytují mědvědi lední a na jižním pobřeží existují kolonie alkounů malých. V pobřežních vodách jsou krmné oblasti velryb grónských.

## Galerie

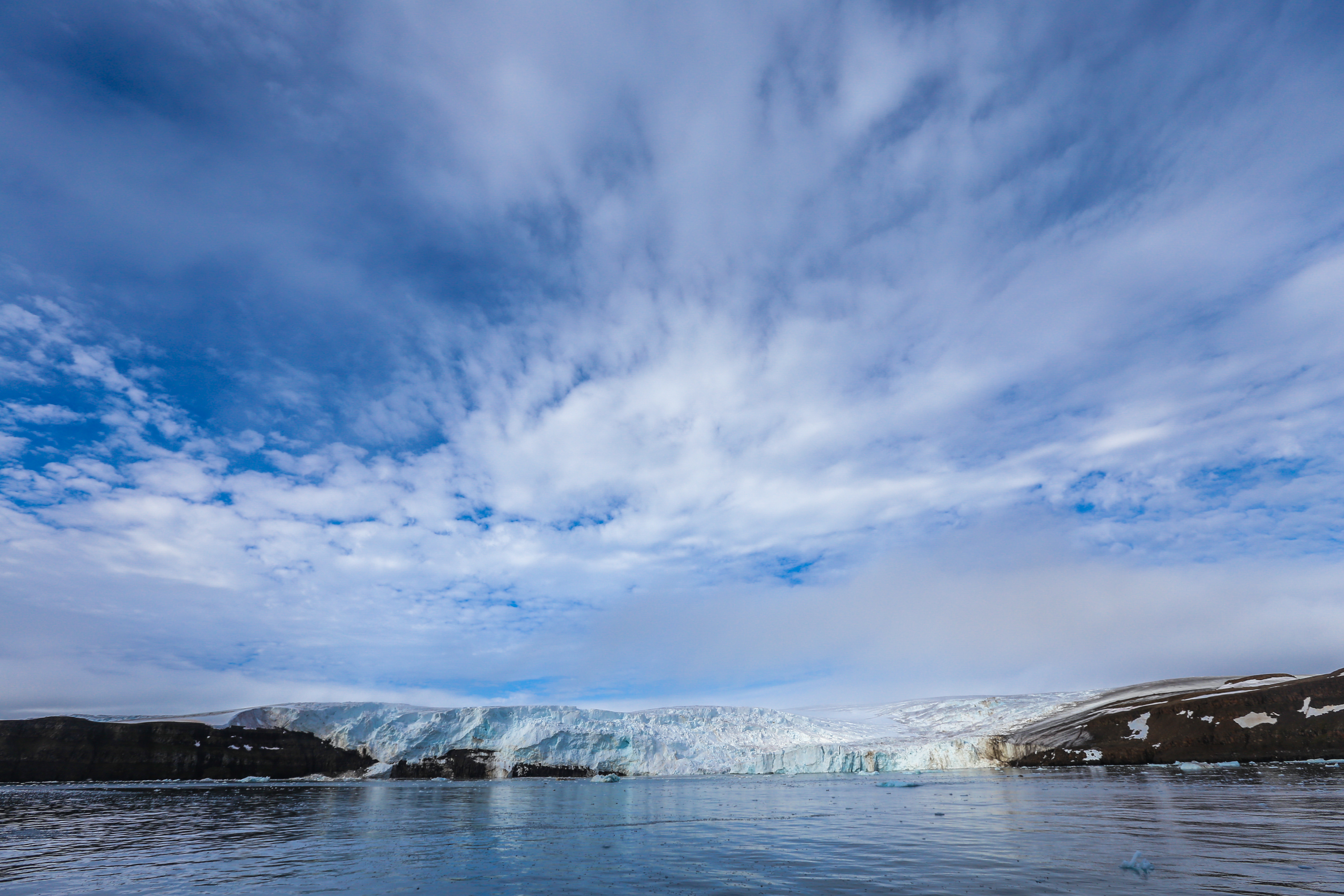
Ledovec na pobřeží ostrova
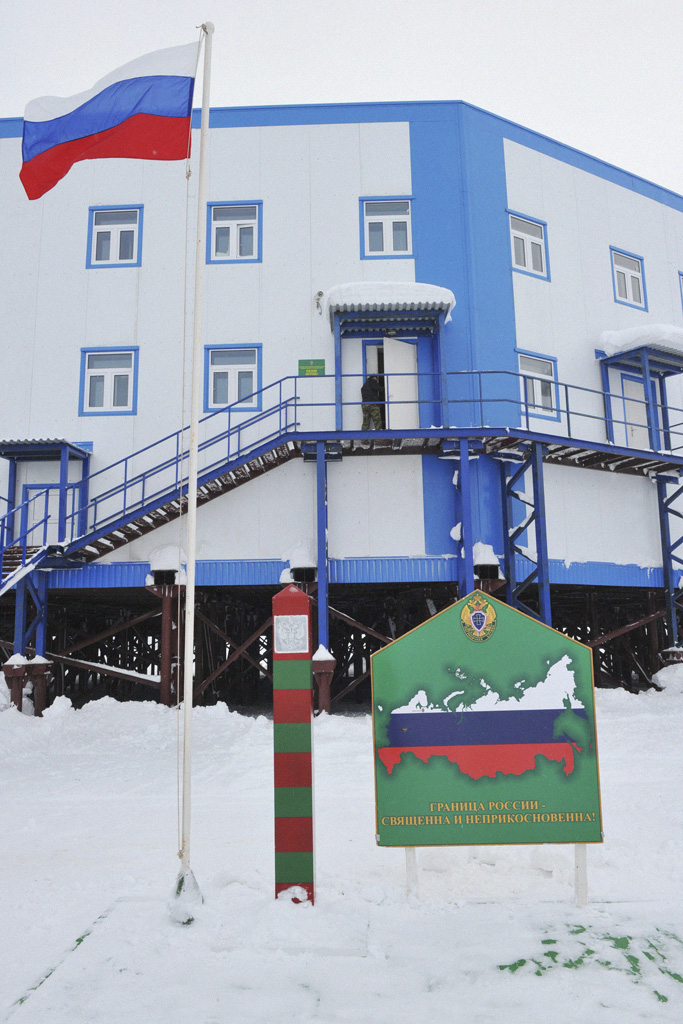
Stanice pohraniční stráže Nagurskoje
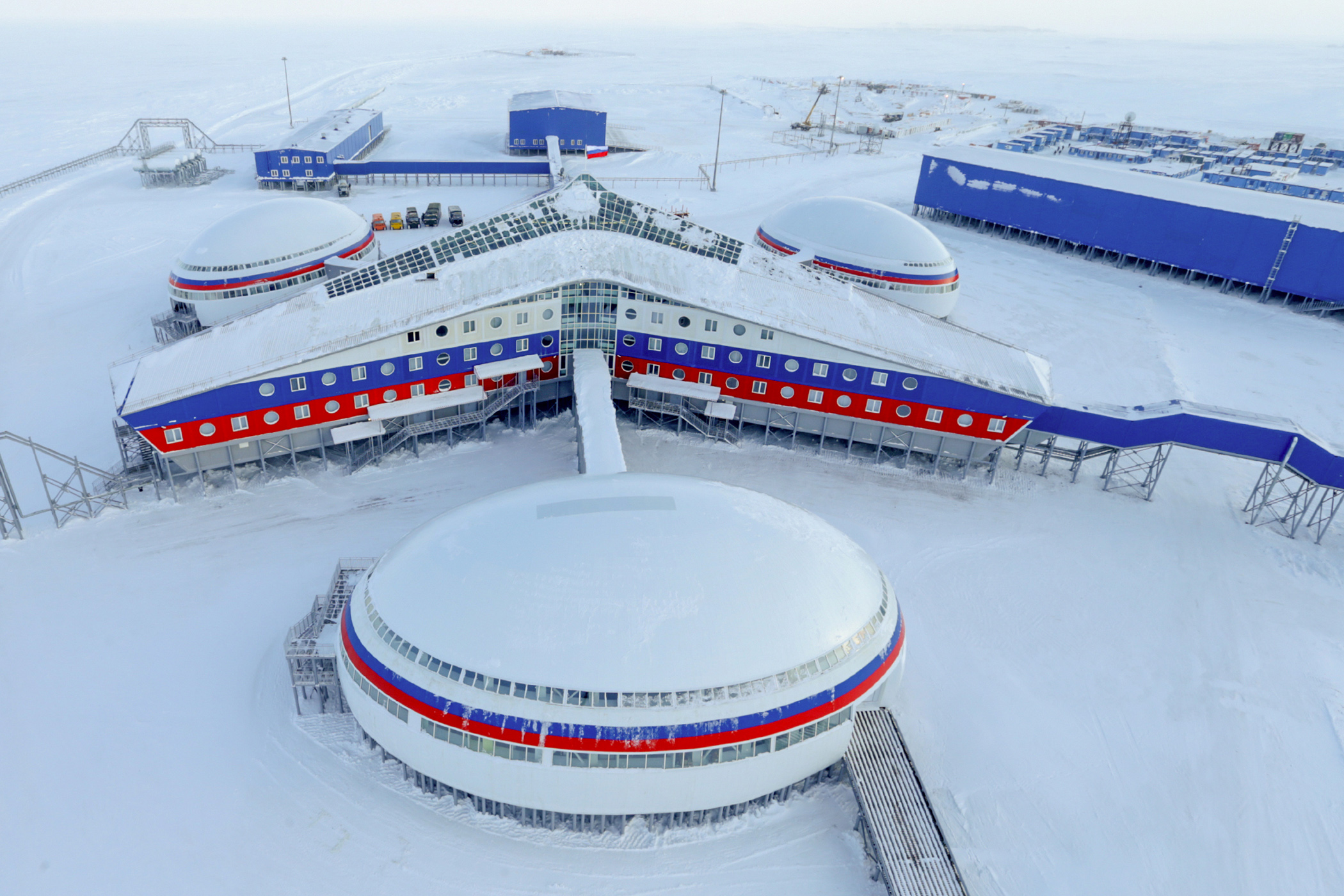
Ruská vojenská základna
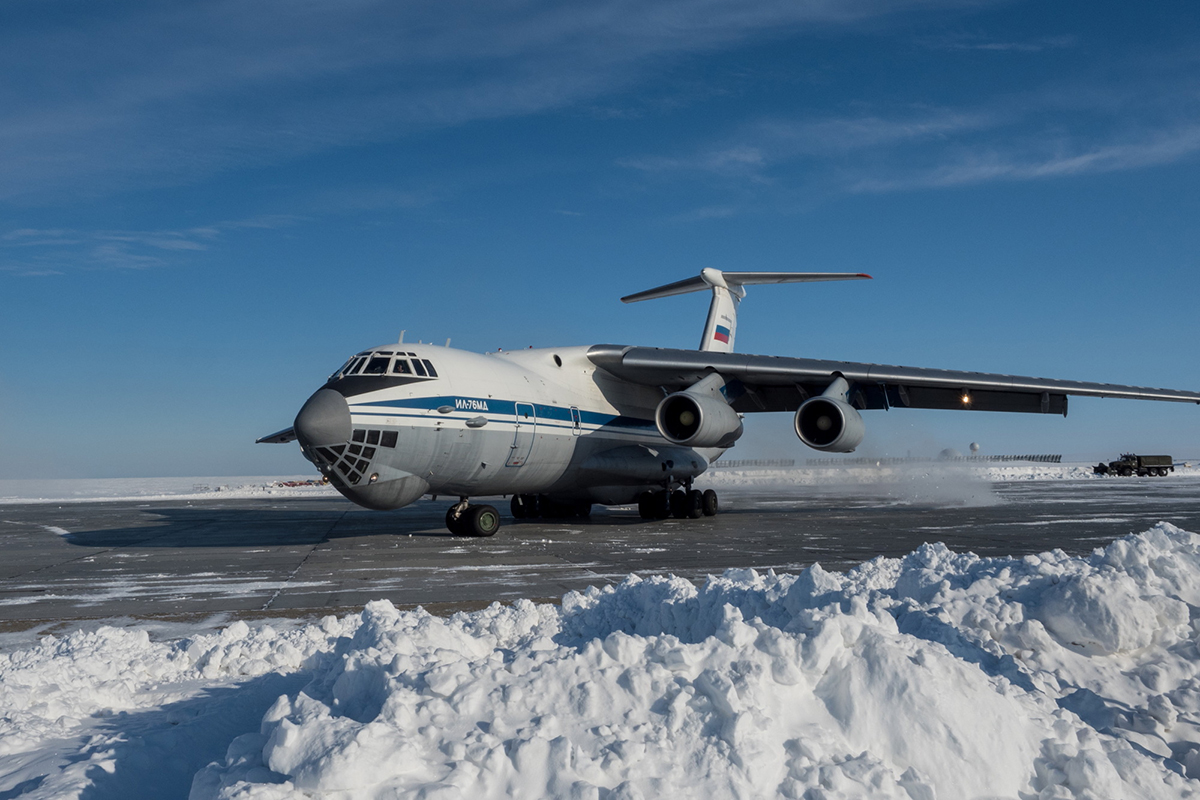
Il-76 na letišti Nagurskoje